# Deathstroke
Deathstroke (hay còn gọi là Deathstroke the Terminator) là biệt danh của nhân vật phản diện đôi khi là phản anh hùng trong truyện của DC Comics. Phiên bản Deathstroke đầu tiên, nổi tiếng và mang tính hình tượng nhất có tên thật là Slade Joseph Wilson. Nhân vật này được sáng tạo bởi Marv Wolfman và Geogre Perez. Hắn vốn là 1 tên lính đánh thuê và cũng là 1 sát thủ, lần đầu xuất hiện trong bộ truyện The New Teen Titans (vol.1)(1980). Deathstroke là một nhân vật đối đầu với nhóm Teen Titans, đặc biệt là Dick Grayson, gã cũng thường là địch thủ của các nhân vật anh hùng khác trong Vũ trụ DC, ví dụ như Batman, Green Arrow, và nhóm Liên minh Công lý. Deathstroke là bố của Joe, Rose và Grant Wilson.
Nhân vật Deathstroke đã được bầu chọn xếp thứ 24 trong danh sách Kẻ phản diện Vĩ đại nhất Mọi thời đại của tạp chí Wizard, và xếp thứ 32 trong danh sách Kẻ phản diện trong Truyện tranh Vĩ đại nhất Mọi thời đại của IGN. Gã đã được chuyển thể dưới nhiều phiên bản khác nhau trong các tác phẩm truyền thông, bao gồm nhiều dự án liên quan tới nhân vật "Batman", chương trình hoạt hình Teen Titans, được lồng tiếng bởi Ron Perlman. Đối với các tác phẩm người đóng, Deathstroke từng được thủ vai bởi Manu Bennett trong Arrow của đài The CW, Esai Morales trong phim truyền hình Titans của DC Universe, Joe Manganiello trong Vũ trụ Mở rộng DC, xuất hiện lần đầu trong cảnh cuối của bộ phim Liên minh Công lý.

## Lịch sử xuất bản
Deathstroke lần đầu xuất hiện năm 1980, trong ấn bản thứ hai của bộ truyện The New Titans(vol.1). Ban đầu hắn được gọi là "Kẻ Hủy Diệt" (The Terminator), tên lính đánh thuê giết người theo hợp đồng và sau đó trong series hắn đã trở thành đồng minh của Teen Titans để chống lại các thế lực khác.
Nhờ sự nổi tiếng của mình, sau đó Deathstroke đã có riêng 1 series là Deathstroke the Terminator vào năm 1991. Nó được đổi tên lại thành Deathstroke the Hunted cho đến tập 46 thì đổi lại thành Deathstroke. Series này tiếp tục được phát hành đến tập thứ 60 thì ngừng. Tổng cộng, series Deathstroke đã có 65 tập (từ 1 đến 60 cộng thêm năm bản đặc biệt).

### Nguồn gốc

Deathstroke trong tập truyện Batman #646 (tháng 12 năm 2005); vẽ bởi BoiShane Davis.

## Tiểu sử